# Curling-Weltmeisterschaft der Damen 2002
Die Curling-Weltmeisterschaft der Damen 2002 (offiziell: Ford World Women’s Curling Championship 2002) war die 24. Austragung der Welttitelkämpfe im Curling der Damen. Das Turnier fand vom 6. bis 14. April des Jahres in der US-amerikanischen Stadt Bismarck, North Dakota im Bismarck Civic Center statt.
Im Finale besiegten die Schottinnen das schwedische Team und holten den Damentitel erstmals in das Mutterland des Curlings. Im kleinen Finale behielt Norwegen gegen die Kanadierinnen die Oberhand und gewannen Bronze.
Gespielt wurde ein Rundenturnier (Round Robin), was bedeutet, dass Jeder gegen jeden antritt.

## Teilnehmende Nationen
| Dänemark | Deutschland | Kanada | Norwegen | Russland |
| --- | --- | --- | --- | --- |
| Hvidovre CC, Hvidovre Skip: Lene Bidstrup Third: Susanne Slotsager Second: Malene Krause Lead: Avijaja Lund Nielsen Trainer: Olle Brudsten | SC Riessersee, Garmisch-Partenkirchen Skip: Natalie Nessler Third: Sabine Belkofer Second: Heike Wieländer Lead: Andrea Stock Ersatz: Katja Weisser              | Mayflower CC, Halifax Skip: Colleen Jones Third: Kim Kelly Second: Mary-Anne Waye Lead: Nancy Delahunt Ersatz: Laine Peters           | Snarøen CC, Oslo Skip: Dordi Nordby Third: Hanne Woods Second: Marianne Haslum Lead: Camilla Holth Ersatz: Trine Trulsen Vågberg | Moskwitsch CC, Moskau Skip: Olga Scharkowa Third: Nkeiruka Jesech Second: Jana Nekrassowa Lead: Anastassija Skultan Ersatz: Angela Tuwajewa Trainer: Olga Andrianowa |
| Schottland | Schweden | Schweiz | Südkorea | Vereinigte Staaten |
| Laurencekirk CC, Aberdeen Skip: Jackie Lockhart Third: Sheila Swan Second: Katriona Fairweather Lead: Anne Laird Ersatz: Edith Loudon      | Svegs CK, Sveg Skip: Maria Engholm Third: Margaretha Sigfridsson Second: Annette Jörnlind Lead: Anna-Kari Lindholm Ersatz: Ulrika Bergman Trainer: Andreas Prytz | Zug CC, Zug Skip: Manuela Kormann Third: Andrea Stöckli Second: Christina Schönbächler Lead: Jeannine Probst Ersatz: Pascale Zenerino | Seoul CC, Seoul Skip: Kim Mi-yeon Third: Lee Hyun-jung Second: Shin Mi-sung Lead: Park Ji-hyun Trainer: Elaine Dagg-Jackson      | Madison CC, Madison Skip: Patti Lank Third: Erika Brown Oriedo Second: Allison Pottinger Lead: Natalie Nicholson Ersatz: Nicole Joraanstad                           |

## Tabelle der Round Robin
| Schlüssel | Schlüssel                      |
| --------- | ------------------------------ |
|           | Qualifiziert für die Play-offs |
|           | Tie-Breaker                    |

| Platz | Team               | Spiele | Siege | Ndlg. |
| ----- | ------------------ | ------ | ----- | ----- |
| 1.    | Schottland         | 9      | 7     | 2     |
| 2.    | Schweden           | 9      | 6     | 3     |
| 3.    | Norwegen           | 9      | 6     | 3     |
| 4.    | Kanada             | 9      | 5     | 4     |
| 5.    | Schweiz            | 9      | 5     | 4     |
| 6.    | Dänemark           | 9      | 5     | 4     |
| 7.    | Russland           | 9      | 4     | 5     |
| 8.    | Vereinigte Staaten | 9      | 4     | 5     |
| 9.    | Deutschland        | 9      | 3     | 6     |
| 10.   | Südkorea           | 9      | 0     | 9     |

## Ergebnisse der Round Robin

### Runde 1
- 6. April 2002 07:30

| Begegnung        | Resultat |
| ---------------- | -------- |
| Schweiz – Kanada | 4:7      |

| Begegnung                     | Resultat |
| ----------------------------- | -------- |
| Vereinigte Staaten – Dänemark | 5:9      |

| Begegnung           | Resultat |
| ------------------- | -------- |
| Schweden – Südkorea | 7:3      |

| Begegnung              | Resultat |
| ---------------------- | -------- |
| Norwegen – Deutschland | 6:4      |

| Begegnung             | Resultat |
| --------------------- | -------- |
| Schottland – Russland | 12:5     |

### Runde 2
- 6. April 2002 16:30

| Begegnung                       | Resultat |
| ------------------------------- | -------- |
| Schottland – Vereinigte Staaten | 9:2      |

| Begegnung           | Resultat |
| ------------------- | -------- |
| Südkorea – Russland | 5:11     |

| Begegnung          | Resultat |
| ------------------ | -------- |
| Schweiz – Norwegen | 8:6      |

| Begegnung         | Resultat |
| ----------------- | -------- |
| Schweden – Kanada | 5:6      |

| Begegnung              | Resultat |
| ---------------------- | -------- |
| Dänemark – Deutschland | 8:7      |

### Runde 3
- 7. April 2002 09:30

| Begegnung              | Resultat |
| ---------------------- | -------- |
| Deutschland – Russland | 5:9      |

| Begegnung         | Resultat |
| ----------------- | -------- |
| Kanada – Norwegen | 4:9      |

| Begegnung             | Resultat |
| --------------------- | -------- |
| Dänemark – Schottland | 2:8      |

| Begegnung          | Resultat |
| ------------------ | -------- |
| Südkorea – Schweiz | 5:12     |

| Begegnung                     | Resultat |
| ----------------------------- | -------- |
| Schweden – Vereinigte Staaten | 2:11     |

### Runde 4
- 7. April 2002 19:00

| Begegnung         | Resultat |
| ----------------- | -------- |
| Kanada – Dänemark | 6:9      |

| Begegnung          | Resultat |
| ------------------ | -------- |
| Schweden – Schweiz | 9:5      |

| Begegnung                     | Resultat |
| ----------------------------- | -------- |
| Vereinigte Staaten – Russland | 6:10     |

| Begegnung                | Resultat |
| ------------------------ | -------- |
| Deutschland – Schottland | 5:6      |

| Begegnung           | Resultat |
| ------------------- | -------- |
| Norwegen – Südkorea | 11:2     |

### Runde 5
- 8. April 2002 14:00

| Begegnung             | Resultat |
| --------------------- | -------- |
| Schweden – Schottland | 10:8     |

| Begegnung           | Resultat |
| ------------------- | -------- |
| Dänemark – Südkorea | 7:6      |

| Begegnung            | Resultat |
| -------------------- | -------- |
| Kanada – Deutschland | 3:9      |

| Begegnung                     | Resultat |
| ----------------------------- | -------- |
| Vereinigte Staaten – Norwegen | 2:10     |

| Begegnung          | Resultat |
| ------------------ | -------- |
| Russland – Schweiz | 9:7      |

### Runde 6
- 9. April 2002 09:30

| Begegnung           | Resultat |
| ------------------- | -------- |
| Russland – Norwegen | 2:6      |

| Begegnung             | Resultat |
| --------------------- | -------- |
| Schweiz – Deutschland | 12:3     |

| Begegnung                     | Resultat |
| ----------------------------- | -------- |
| Südkorea – Vereinigte Staaten | 7:9      |

| Begegnung           | Resultat |
| ------------------- | -------- |
| Dänemark – Schweden | 7:8      |

| Begegnung           | Resultat |
| ------------------- | -------- |
| Kanada – Schottland | 4:6      |

### Runde 7
- 9. April 2002 19:00

| Begegnung                    | Resultat |
| ---------------------------- | -------- |
| Vereinigte Staaten – Schweiz | 7:6      |

| Begegnung         | Resultat |
| ----------------- | -------- |
| Russland – Kanada | 7:8      |

| Begegnung           | Resultat |
| ------------------- | -------- |
| Norwegen – Dänemark | 9:5      |

| Begegnung             | Resultat |
| --------------------- | -------- |
| Schottland – Südkorea | 5:4      |

| Begegnung              | Resultat |
| ---------------------- | -------- |
| Deutschland – Schweden | 7:4      |

### Runde 8
- 10. April 2002 14:00

| Begegnung              | Resultat |
| ---------------------- | -------- |
| Südkorea – Deutschland | 4:8      |

| Begegnung             | Resultat |
| --------------------- | -------- |
| Norwegen – Schottland | 6:7      |

| Begegnung           | Resultat |
| ------------------- | -------- |
| Russland – Schweden | 7:8      |

| Begegnung                   | Resultat |
| --------------------------- | -------- |
| Kanada – Vereinigte Staaten | 6:4      |

| Begegnung          | Resultat |
| ------------------ | -------- |
| Schweiz – Dänemark | 7:5      |

### Runde 9
- 11. April 2002 09:30

| Begegnung           | Resultat |
| ------------------- | -------- |
| Norwegen – Schweden | 3:7      |

| Begegnung                        | Resultat |
| -------------------------------- | -------- |
| Deutschland – Vereinigte Staaten | 2:8      |

| Begegnung            | Resultat |
| -------------------- | -------- |
| Schottland – Schweiz | 5:9      |

| Begegnung           | Resultat |
| ------------------- | -------- |
| Russland – Dänemark | 5:8      |

| Begegnung         | Resultat |
| ----------------- | -------- |
| Südkorea – Kanada | 6:8      |

## Tie-Breaker
- 11. April 2002 18:00

| Begegnung          | Resultat |
| ------------------ | -------- |
| Dänemark – Schweiz | 5:10     |

- 12. April 2002 09:30

| Begegnung        | Resultat |
| ---------------- | -------- |
| Kanada – Schweiz | 6:5      |

## Play-off

### Turnierbaum
|  | Halbfinale           | Halbfinale           | Halbfinale           |   |            | Finale                      | Finale                      | Finale                      |
|  |                      |                      |                      |   |            |                             |                             |                             |
|  | 12. April 2002 14:00 |                      |                      |   |            |                             |                             |                             |
|  | 1                    | Schottland           | 5                    |   |            |                             |                             |                             |
|  | 4                    | Kanada               | 4                    |   |            | 13. April 2002 13:00        | 13. April 2002 13:00        | 13. April 2002 13:00        |
|  |                      |                      |                      | 1 | Schottland | 6                           |                             |                             |
|  | 12. April 2002 19:00 | 12. April 2002 19:00 | 12. April 2002 19:00 |   | 2          | Schweden                    | 5                           |                             |
|  | 2                    | Schweden             | 7                    |   |            |                             |                             |                             |
|  | 3                    | Norwegen             | 6                    |   |            | Spiel um die Bronzemedaille | Spiel um die Bronzemedaille | Spiel um die Bronzemedaille |
|  |                      |                      |                      |   |            | 3                           | Norwegen                    | 8                           |
|  | 4                    | Kanada               | 6                    |   |            |                             |                             |                             |
|  |                      |                      |                      |   |            | 13. April 2002 08:30        |                             |                             |

### Halbfinale
- 12. April 2002 14:00

| Begegnung           | Resultat |
| ------------------- | -------- |
| Schottland – Kanada | 5:4      |

- 12. April 2002 19:00

| Begegnung           | Resultat |
| ------------------- | -------- |
| Schweden – Norwegen | 7:6      |

### Spiel um die Bronzemedaille
- 13. April 2002 08:30

| Team     |  | 1 | 2 | 3 | 4 | 5 | 6 | 7 | 8 | 9 | 10 | Gesamt |
| -------- |  | - | - | - | - | - | - | - | - | - | -- | ------ |
| Norwegen |  | 0 | 1 | 0 | 0 | 1 | 1 | 1 | 3 | 1 | 1  | 9      |
| Kanada   |  | 1 | 0 | 3 | 2 | 0 | 0 | 0 | 0 | 0 | 0  | 6      |

### Finale
- 13. April 2002 13:00

| Team       |  | 1 | 2 | 3 | 4 | 5 | 6 | 7 | 8 | 9 | 10 | Gesamt |
| ---------- |  | - | - | - | - | - | - | - | - | - | -- | ------ |
| Schweden   |  | 0 | 0 | 0 | 1 | 0 | 0 | 3 | 0 | 1 | 0  | 5      |
| Schottland |  | 0 | 0 | 0 | 0 | 0 | 3 | 0 | 2 | 0 | 1  | 6      |

## Endstand
| Platz | Land               |
| ----- | ------------------ |
| 1     | Schottland         |
| 2     | Schweden           |
| 3     | Norwegen           |
| 4     | Kanada             |
| 5     | Schweiz            |
| 6     | Dänemark           |
| 7     | Russland           |
| 8     | Vereinigte Staaten |
| 9     | Deutschland        |
| 10    | Südkorea           |